# Festival de Verão de Guarapari
Festival de Verão de Guarapari foi um evento musical realizado em fevereiro de 1971 em Três Praias, Guarapari, Espírito Santo.

## História
Organizado por Antônio Alaerte e Rubens Alves, o evento foi anunciado como a versão brasileira de Woodstock. Aproximadamente duzentos jornalistas compareceram a Guarapari para a cobertura do festival. Depararam-se com a falta de recursos tecnológicos da cidade, que não contava com nenhuma agência telegráfica e nem linha telefônica local; todas as chamadas eram feitas através de Vitória, e ainda assim com grande dificuldade.
Às vésperas do início do festival os organizadores ainda lutavam para conseguir o mínimo equipamento sonoro necessário. Sem o apoio dos vários patrocinadores procurados e sem ter obtido auxílio oficial, o equipamento foi conseguido apenas um dia antes das apresentações começarem, e mesmo assim somente após um acordo com a firma fornecedora.
No dia da abertura, 11 de fevereiro, os promotores ainda tentavam conseguir a instalação de som e a apresentação dos artistas sem o cachê combinado previamente. O início do concerto, programado para as 7:00 da noite, atrasou quase quatro horas, enquanto o público vaiava e atirava sacos de areia no palco. Pouco antes da meia-noite o apresentador Chacrinha surgiu para acalmar a multidão, e o concerto teve início. O espetáculo recomeçou novamente atrasado no dia seguinte, com a apresentação de artistas que atenderam aos apelos de Carlos Imperial para salvar o festival de um fiasco completo.
Em lugar do público de 40,000 pessoas esperado, compareceram pouco mais de 4,000. A participação dos hippies, o principal quesito de um festival que pretendia emular Woodstock, foi vetada pela Polícia Federal, que declarou, "Para nós, hippie é o sujeito sujo, com mau cheiro, cheio de bugigangas nas costas e que pode perturbar o andamento do espetáculo. Esses não poderão participar do festival, nem como público." Os organizadores, mesmo após todos os esforços, tiveram de correr em busca do auxílio do estado, conseguindo com o governador de Espírito Santo passagens para o retorno dos artistas e com o prefeito de Guarapari o pagamento das respectivas contas nos hotéis.

## O "stage diving" de Tony Tornado
O festival marcou de forma tragicômica o começo do fim da carreira musical do hoje consagrado ator Tony Tornado. O intérprete de "BR3", ao final de sua apresentação, pulou do palco e caiu sobre uma espectadora, Maria da Graça Capôs. Tornado chegou a ser preso, mas foi liberado em seguida. Uma carta publicada no Jornal da Tarde pouco depois do incidente resume razoavelmente bem a opinião pública:
"Este tipo asqueroso, apelidado de Tony Tornado, arrojou-se do palanque sobre a multidão, em voo espetaculoso, indo aterrissar sobre uma jovem que assistia ao espetáculo. (…) Acontece que a moça, vítima do boçal exibicionismo do 'artista', sofreu fratura da espinha, encontrando-se hospitalizada. É possível que ela venha a ficar paralítica para o resto da vida. Sabe-se, agora, que, em vista do dano que causou à jovem, o asqueroso tipo foi processado e deverá pagar à vítima uma indenização".
Tornado alegou que sua queda fora provocada por uma das viradas de seu estilo de dança, mas foi desmentido por Maria da Graça, que afirmou que ele pulou do palco gritando "Estou voando!". Segundo ela o cantor arcou apenas com as despesas do gesso que ela teve de usar no pescoço por dois meses.

## Artistas que participaram do evento
- The Bubbles
- Tony Tornado
- Milton Nascimento
- Som Imaginário
- Ângela Maria
- Novos Baianos
- ERA
- Soma